# Krasne (powiat rzeszowski)
Krasne – wieś w Polsce, położona w województwie podkarpackim, w powiecie rzeszowskim, w gminie Krasne.
Miejscowość jest siedzibą gminy Krasne oraz parafii Wniebowzięcia NMP, należącej do dekanatu Rzeszów Wschód, diecezji rzeszowskiej.
Przez miejscowość przebiega droga krajowa nr 94.

## Integralne części wsi
| SIMC    | Nazwa     | Rodzaj    |
| ------- | --------- | --------- |
| 0652694 | Dół       | część wsi |
| 0652702 | Góry      | część wsi |
| 0652719 | Granica   | część wsi |
| 0652725 | Jawornik  | część wsi |
| 0652731 | Wólka     | część wsi |
| 0652748 | Za Koleją | część wsi |
| 0652754 | Zagumnia  | część wsi |

## Historia
Na początku XX wieku dzierżawcą majątku Krasne, będącego własnością Potockich z Łańcuta, był Jan Mazaraki (1840–1922), rotmistrz i weteran powstania styczniowego, autor pamiętników. Pod jego komendą w 1863 roku walczył Adam Chmielowski (św. Brat Albert). Jan Mazaraki spoczywa na cmentarzu w Krasnem.
Tu urodzili się:
- ks. Marcin Tomaka (1884–1942) – Sługa Boży, polski kapłan katolicki, męczennik Dachau.
- Walenty Wesołowski (ur. 7 stycznia 1895, zm. 15 października 1978) – kawaler Orderu Virtuti Militari
- Franciszek Ulak (3 lutego 1904 – 6 maja 1965) – wiceminister przemysłu chemicznego, dyrektor Instytutu Biotechnologii i Antybiotyków[6][7][8].
- Walenty Wisz (ur. 7 października 1847, zm. 27 grudnia 1930) – polski snycerz, rzeźbiarz.

Potoccy sprowadzali osadników z Niemiec. W miejscowości charakterystyczne są nazwiska Głuchoniemców Wisz (Weiss), Szajnar, Wojnar, Kluz (Klose), Weber, Szubart, Balawender, Bar, Rajzer, Rejman, Welc, Pelc i podobne.
W latach 1954–1972 wieś należała i była siedzibą władz gromady Krasne.

## Handel
W miejscowości, tuż przy granicy z Rzeszowem, znajduje się jedyny w województwie podkarpackim hipermarket sieci Auchan. Tuż obok niego znajduje się sklep sieci budowlanej Leroy Merlin.